# Aleksandrów Kujawski
Aleksandrów Kujawski je grad u Kujavsko-pomeranskom vojvodstvu u Poljskoj. Udaljen je oko 18 km od Toruńa. Sjedište je Gmine Aleksandrów i istoimene županije.

## Distrikti
- Centrum
- Osiedle Parkowa I (Bloki)
- Osiedle Parkowa II (Bloki)
- Piaski (Piachy)
- Halinowo
- Osiedle Południe